# Palmanella tigrina
Palmanella tigrina is een hooiwagen uit de familie Assamiidae.